# Korona Kielce SA

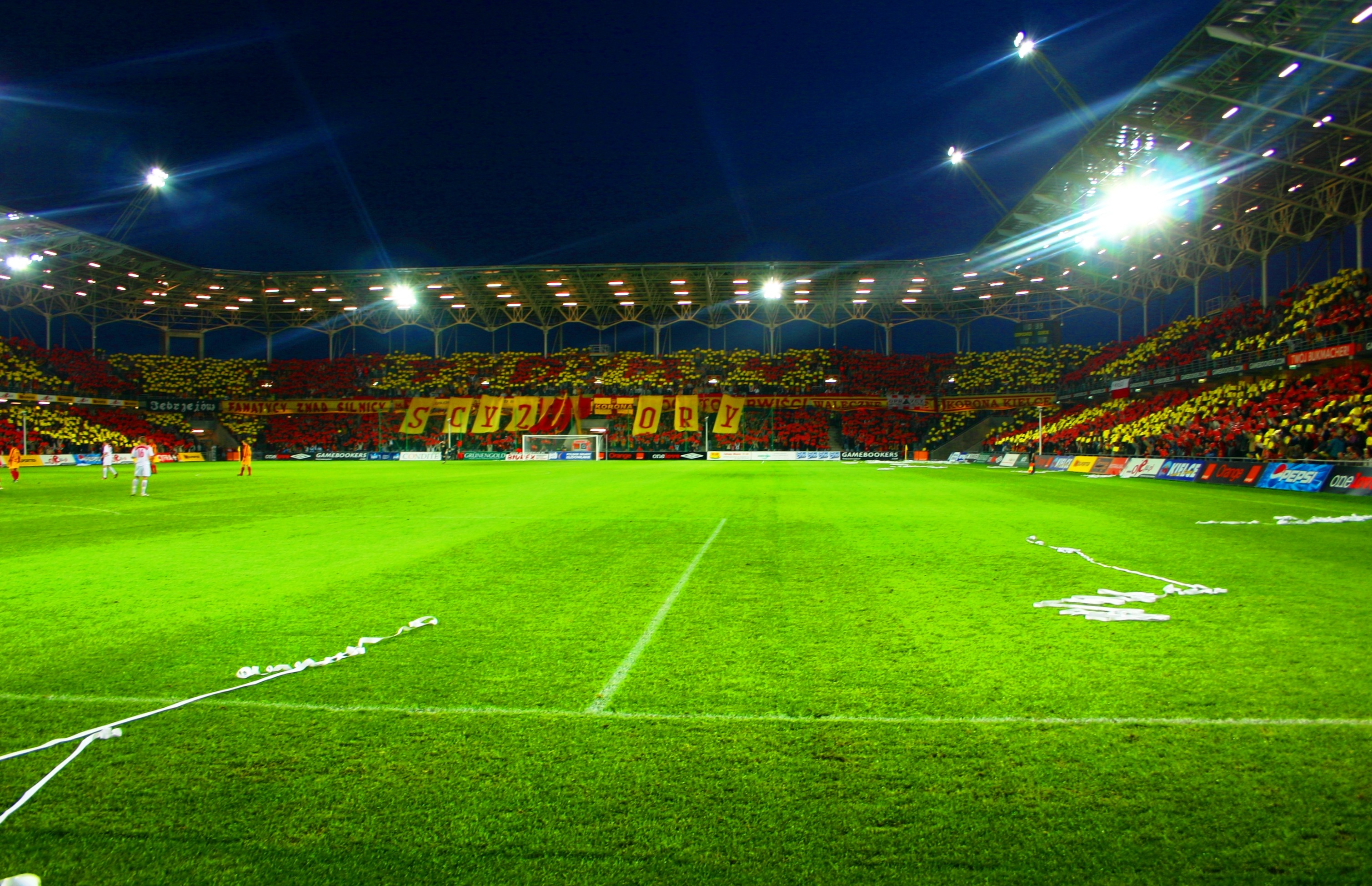
A Stadion Miejski

 A Korona Kielce egy labdarúgócsapat a lengyelországi Kielce városában.
Színe: sárga-piros. A csapat beceneve: Scyzory

## Története
A klubot 1973-ban alapították. A 2003/2004-es szezonban megnyerte a lengyel 3. ligát, majd azt követően – a 2004/2005-ös szezonban – a 2. ligát. Ezáltal a 2005/2006-os szezonban már az 1. ligában kezdte meg a szereplést.

### Stadionja
Hazai meccseit Kielcében, a Stadion Miejski-ben játssza. A létesítmény befogadóképessége 17 500 fő.

## Sikerek
Lengyel Kupa
- Döntős (1): 2007–08

## Játékoskeret
2023. március 15. szerint.
| #  |     | Poszt | Név                                                     |
| -- | --- | ----- | ------------------------------------------------------- |
| 1  | POL | K     | Konrad Forenc                                           |
| 2  | CAN | V     | Dominick Zator                                          |
| 4  | POL | V     | Piotr Malarczyk                                         |
| 5  | ROU | V     | Marius Briceag                                          |
| 6  | POL | CS    | Jacek Podgórski                                         |
| 7  | POL | CS    | Jakub Łukowski                                          |
| 8  | SVK | KP    | Dalibor Takáč                                           |
| 9  | POL | CS    | Kacper Kostorz (kölcsönben a Pogoń Szczecin csapatától) |
| 10 | POL | KP    | Jacek Kiełb                                             |
| 11 | ESP | KP    | Nono                                                    |
| 12 | POL | K     | Adrian Sandach                                          |
| 13 | ROU | KP    | Ronaldo Deaconu                                         |
| 17 | POL | KP    | Dawid Błanik                                            |
| 19 | POL | CS    | Jakub Konstantyn                                        |
| 19 | POL | KP    | Kacper Bojańczyk                                        |

| #  |     | Poszt | Név               |
| -- | --- | ----- | ----------------- |
| 20 | POL | KP    | Marcin Szpakowski |
| 22 | POL | KP    | Adam Deja         |
| 23 | POL | V     | Adrian Danek      |
| 28 | CAN | V     | Marcus Godinho    |
| 29 | POL | V     | Dawid Lisowski    |
| 66 | POL | KP    | Miłosz Trojak     |
| 73 | POL | K     | Marcel Zapytowski |
| 76 | POL | CS    | Hubert Szulc      |
| 87 | POL | K     | Rafal Mamla       |
| 90 | UKR | V     | Kirilo Petrov     |
| 94 | POL | V     | Bartosz Kwiecien  |
| 99 | BLR | CS    | Javhen Sikavka    |
| —  | POL | V     | Radoslaw Sewerys  |